# Zdeněk Kampf
Zdeněk Kampf (20. září 1920 Jaroměřice nad Rokytnou – 12. ledna 1987 Brno) byl český herec.

## Život
Po absolvování oboru herectví na Státní konzervatoři v moravské metropoli (1943) zůstal po celý svůj profesní život věrný brněnským divadelním scénám, s výjimkou krátkého hostování v pražském Národním divadle (léto 1944). Do svého prvního angažmá nastoupil v Českém lidovém divadle v Brně, (1943–1944), v letech 1945–1952 a 1954–1985 byl členem činohry Národního divadla Brno, kde i po odchodu do penze v roce 1985 vystupoval nadále pohostinsky. V letech 1952-1954 působil v souboru dnešního Městského divadla Brno.
Za více než čtyři desetiletí herecké práce vytvořil řadu zpočátku milovnických, později komediálních i charakterních rolí současného a klasického divadelního repertoáru. Oceňovány byly jeho výkony zejména v postavách Puka (Sen noci svatojánské, 1944, 1957), Studenta (J. Mahen, Ulička odvahy, 1946), Šťastlivce (A. N. Ostrovskij, Les, 1948, 1966), Opovědníka (J. Kopecký, Komedie o umučení a slavném vzkříšení Pána a Spasitele našeho Ježíše Krista, 1965) a vodníka Michala (Lucerna, 1974).
Spolupracoval s filmem, brněnskými studii Čs. rozhlasu a Čs. televize, také obohatil dabing, kterému se věnoval zejména v 60. a 70. letech. Byl dvorním dabérem německého herce Heinze Rühmanna, kterého daboval například ve filmech Stalo se za bílého dne, Hokus - pokus nebo Můj spolužák.
Byl dvakrát ženat, jeho první manželkou byla tanečnice a choreografka Dana Vejchodová (* 1925), v roce 1953 se jeho životní partnerkou stala přední brněnská herečka Vlasta Fialová.

## Divadelní role, výběr

### Národní divadlo Praha
- 1944 F. Šrámek: Léto, Jan Skalník (j. h.), režie Vojta Novák
- 1944 W. Shakespeare: Cokoli chcete, Fabian (j. h.), režie Karel Dostal

### Zemské divadlo v Brně
- 1946 J. Mahen: Ulička odvahy, Student, režie Vladimír Vozák
- 1946 J. Drda: Hrátky s čertem, Lucius, režie Karel Novák (v kolektivním nastudování tvůrčího týmu inscenace z roku 1968 obsazen do role Omnimora)
- 1947 K. Čapek: R. U. R., Robot Primus, režie Karel Novák (v nastudování Zdeňka Kaloče z roku 1974 obsazen do role 2. robota)
- 1947 W. Shakespeare: Veselé paničky windsorské, Bartoloměj Věchýtek, režie Karel Novák (ve stejné roli v nastudování Rudolfa Jurdy z roku 1965)
- 1948 F. Langer: Obrácení Ferdyše Pištory, Vejrostek, režie Karel Novák

### Státní divadlo v Brně
- 1948 A. N. Ostrovskij: Les, Arkadij Šťastlivec, režie Aleš Podhorský (ve stejné roli v nastudování Miloše Hynšta z roku 1966)
- 1949 G. B. Shaw: Svatá Jana, Král Karel, režie Karel Novák
- 1950 Bratři Mrštíkové: Maryša, Druhý rekrut, režie Milan Pásek
- 1951 A. N. Ostrovskij: Výnosné místo, Bělogubov, režie Josef Srch (v nastudování Ivana Baladi z roku 1979 obsazen do role Prvního úředníka)
- 1951 J. K. Tyl: Strakonický dudák, Mikuli, režie Milan Pásek (v dalších nastudováních z let 1962 – Nalejváček, režie Evžen Sokolovský; 1970, 1973 – Kalafuna, režie Rudolf Jurda; 1984 – Koděra, režie Zdeněk Kaloč)
- 1952 Molière: Don Juan, František, režie Milan Pásek (v nastudování Josefa Morávka z roku 1986 obsazen do role Žebráka)
- 1954 Plautus: Lišák Pseudolus, Harpax, režie Rudolf Kulhánek
- 1955 Richard Brinsley Sheridan: Škola pomluv, Crabtree, režie Aleš Podhorský
- 1956 Ivo Vojnovič: Ekvinokce, Toni, režie František Šlégr
- 1957 W. Shakespeare: Sen noci svatojánské, Puk, režie Miroslav Zejda
- 1958 Marko Fotez: Dubrovnická maškaráda, Mlaskal, režie Marko Fotez j. h.
- 1959 V. K. Klicpera: Lhář a jeho rod, Jeník, režie Evžen Sokolovský
- 1960 R. Rolland: Robespierre, Tallien, režie Miloš Hynšt
- 1961 B. Brecht: Kavkazský křídový kruh, Svobodník, režie Evžen Sokolovský
- 1962 J. Hašek, J. Grossman (dramatizace): Švejk, Kadet Biegler, režie Evžen Sokolovský
- 1963 W. Shakespeare: Hamlet, Osric, režie Evžen Sokolovský
- 1964 B. Brecht: Matka Kuráž a její děti, Švejcar, režie Miloš Hynšt
- 1965 F. Dürrenmatt: Romulus Veliký, Pyramus, režie Alois Hajda
- 1965 Jan Kopecký: Komedie o umučení a slavném vzkříšení Pána a Spasitele našeho Ježíše Krista, Opovědník; ponocný, režie Evžen Sokolovský
- 1966 A. Jirásek: Lucerna, Klásek, režie Rudolf Jurda (v nastudování Evalda Schorma z roku 1974 obsazen do role vodníka Michala)
- 1967 Roman Brandstaetter: Rembrandt neboli Návrat syna marnotratného, Anthonus van Beresteyn, režie Zdeněk Kaloč
- 1968 J. Mahen: Mrtvé moře, Chalupník, režie Miloš Hynšt
- 1969 L. de Vega: Blázni z Valencie, Doktor Verino, režie Zdeněk Kaloč
- 1970 V. Čtvrtek, Saša Lichý (dramatitace): Jak se stal Rumcajs loupežníkem, Pinsker, režie Oldřich Slavík
- 1971 W. Shakespeare: Romeo a Julie, Petr, režie Zdeněk Kaloč
- 1972 J. Heller: New Haven, náš cíl!, Joe Carson, režie Pavel Palouš
- 1973 R. Rose: Dvanáct rozhněvaných, Porotce č. 1, režie Evald Schorm j. h.
- 1974 Haldun Taner: Balada o Alim z Kešanu, Strejda Derviš, režie Engin Cezzar j. h.
- 1975 V. Hugo: Ruy Blas, Don Manuel Arias, režie Bedřich Jansa j. h.
- 1976 J. Hubač: Král Krysa, Jošima, režie Pavel Hradil
- 1977 Pierre Aristide Bréal: Husaři, Cesar Carotti, režie Miroslav Horníček j. h.
- 1978 B. Brecht: Život Galileův, Matematik, režie Pavel Hradil
- 1979 J. Heller: Hlava XXII, Internista, režie Pavel Rímský j. h.
- 1980 V. K. Klicpera: Zlý jelen, Zapotil, režie Alois Hajda
- 1981 W. Shakespeare: Othello, Hudebník, režie Alois Hajda
- 1982 Peter Schaffer: Amadeus, Kapelník Bonno, režie Pavel Hradil
- 1983 E. De Filippo: Komediant na obtíž, Kostelník, režie Pavel Hradil
- 1984 Alexandr Volodin: Dva šípy, Jednoruký, režie Pavel Hradil
- 1985 Č. Ajtmatov, Zdeněk Kaloč (dramatizace): Den delší nežli století, Revizor, režie Zdeněk Kaloč
- 1986 W. Shakespeare: Troilus a Kressida, Nestor, režie Zdeněk Kaloč

### Krajské oblastní divadlo Brno
- 1952 J. Mahen: Chroust, Juzl, režie Libor Pleva
- 1953 Alexandr Vasiljevič Suchovo-Kobylin: Svatba Krečinského, Rasplujev, režie Ladislav Panovec
- 1953 K. Čapek: Matka, Toni, režie Ladislav Panovec
- 1954 H. de Balzac, Jan Palovic (dramatizace): Evženie Grandetová, Karel Grandet, režie Libor Pleva
- 1954 Krzysztof Gruszczyński: Vlak do Marseille, André Martin, režie Ladislav Panovec

## Filmografie

### Film
- 1986 Lev s bílou hřívou
- 1981 Opera ve vinici
- 1976 Náš dědek Josef
- 1976 Paleta lásky
- 1972 …a pozdravuji vlaštovky…
- 1971 Člověk není sám
- 1971 Klíč
- 1967 Sedm havranů
- 1966 Dívka se třemi velbloudy
- 1956 Legenda o lásce
- 1956 Legenda o lásce (Legenda za lyubovta–bulharská verze)
- 1956 Labakan
- 1950 Temno
- 1950 Posel úsvitu
- 1949 Pan Habětín odchází
- 1946 Pancho se žení

### Televize
- 1988 Povídka s dobrým koncem (TV film)
- 1985 Políčko (TV inscenace)
- 1984 Stopy zločinu: Velká rána (TV film)
- 1983 Parcela 60, katastr Lukovice (TV film)
- 1980 Požehnaný věk (TV inscenace)
- 1982 Odchod bez řádů (TV inscenace)
- 1975 Deník psaný na vodu (TV film)
- 1972 Duhový luk (TV seriál)
- 1969 Paradajs (TV film)
- 1969 Šťastný Jim (TV inscenace)
- 1968 Moudrý Engelbert (TV inscenace)
- 1968 Vojnarka (TV inscenace)
- 1967 Traktér u královny Pedauky (TV inscenace)
- 1966 Sjezd abiturientů (TV inscenace)
- 1964 Nebožtík Nasredin (divadelní záznam)
- 1963 Zmoudření dona Quijota (divadelní záznam)
- 1961 Mysterie-buffa (TV inscenace)